# Erethistoides senkhiensis
Erethistoides senkhiensis is een straalvinnige vissensoort uit de familie van de zuigmeervallen (Erethistidae). De wetenschappelijke naam van de soort is voor het eerst geldig gepubliceerd in 2008 door Tamang, Chaudhry & Choudhury.